# 酒虫
酒虫（しゅちゅう、酒蟲）は、中国の酒の精。体内に棲むと人を酔うことのない大酒飲みにし、また水を良酒に変えるという。口伝にもとづく中国の短編小説集『聊齋志異』に登場する。芥川龍之介はこれを翻案した短編小説『酒虫』を書いた。

## 小説のあらすじ
大酒飲みだが酔うことのない富豪の劉氏（芥川は劉大成のフルネームを与えている）のもとを僧が訪れ、劉は酒虫による奇病に罹っていると言う。劉が酒虫の退治を頼むと、僧は劉を縛り、顔の先に酒壺を置いた。しばらくすると劉は酒が飲みたくなってきたが、縛られているため動けずにいると、喉の奥から虫が飛び出し、酒壺に飛び込んだ。虫は3寸（清代の単位換算で約9.6センチメートル）ほどの赤い肉の塊で、魚のように泳いでいた（芥川は、口と眼があり、山椒魚のようだとしている）。
僧は謝礼を断り、代わりに虫を譲り受けた。甕の中に水と酒虫を入れて掻き混ぜると良い酒ができるのである。その後、劉は酒が大嫌いになったが、次第に痩せ衰え、また貧乏になった。
はたして酒虫は本当に病気の元だったのか。実は福の神だったのではないか（芥川は第3の考えとして、酒は劉の人生そのものであり、劉から酒を取り除くのは死なすも同然だという解釈を挙げている）。